# Eduardo Cardozo
Eduardo Cardozo Escobar (* 10. Dezember 1982) ist ein paraguayischer Fußballschiedsrichterassistent.
Seit 2013 steht Cardozo auf der Liste der FIFA-Schiedsrichter und ist an der Spielleitung internationaler Fußballspiele beteiligt.
Cardozo wurde bei insgesamt vier Copa Américas eingesetzt. Bei der Copa América Centenario 2016 in den USA, der Copa América 2019 und der Copa América 2021 in Brasilien sowie der Copa América 2024 in den USA leitete er insgesamt acht Spiele.
Als Assistent von Enrique Cáceres wurde Cardozo zusammen mit Juan Zorrilla für die Weltmeisterschaft 2018 in Russland nominiert; das Schiedsrichtergespann leitete zwei WM-Spiele.
Zudem war Cardozo unter anderem Schiedsrichterassistent bei der Klub-Weltmeisterschaft 2016 in Japan, bei der U-17-Weltmeisterschaft 2015 in Chile und der U-17-Weltmeisterschaft 2017 in Indien, in der südamerikanischen WM-Qualifikation sowie bei diversen Qualifikations- und Freundschaftsspielen.